# Metacomet Trail

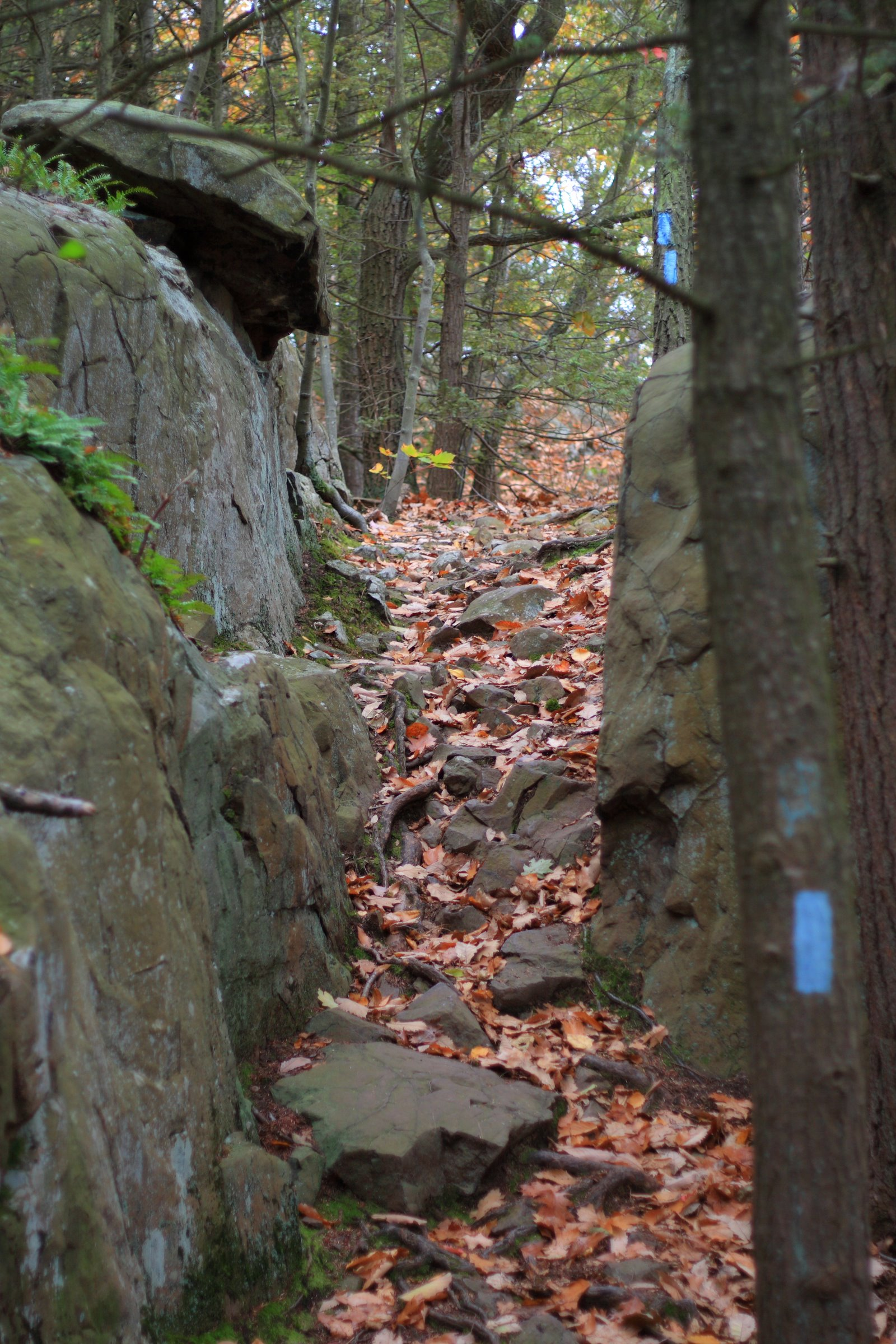
Der Pfad am Rattlesnake Mountain

Der Metacomet Trail (von englisch trail „Pfad, Wanderweg“) ist ein Wanderweg, der zum System der Blue-Blazed Trails in Connecticut gehört. Der Pfad führt auf 100 km entlang der Metacomet Ridge und wurde in den neu eingerichteten New England National Scenic Trail eingefügt. Obwohl er leicht zugänglich ist und in der Nähe von stark bevölkerten Gebieten verläuft, gilt er als ausgesprochen romantisch. Die Route verbindet eine ganze Reihe von Landmarken von großem ökologischen, historischem und geologischen Interesse. Bemerkenswerte Szenerien umfassen Wasserfälle, Klippen, Waldstücke, Sümpfe, Seen, Flussauen, landwirtschaftliche Flächen, historische Stätten, sowie die Gipfel von Talcott Mountain und den Hanging Hills. Der Metacomet Trail wird größtenteils durch die Connecticut Forest and Park Association verwaltet und gepflegt.
Am 30. März 2009 unterzeichnete Präsident Barack Obama den Omnibus Public Land Management Act of 2009, mit dem der New England National Scenic Trail und zwei weitere Wanderrouten festgelegt wurden.
Die Kombination der Wanderwege Metacomet, Monadnock und Mattabesett Trail wird oft auch als die 3-M, MMM oder Metacomet-Monadnock-Mattabesett Trail bezeichnet. Der New England National Scenic Trail umfasst beinahe die gesamten MMM-trails und nimmt zusätzlich eine Erweiterung vom Südende des Mattabesett Trail durch Guilford bis zur Küste des Long Island Sound auf.

## Geographie
Der Metacomet Trail erstreckt sich von der Grenze zwischen Connecticut und Massachusetts nach Süden durch Hartford und das nördliche New Haven. Das südliche Ende des Pfades befindet sich östlich der Hanging Hills an der U.S. Route 5, 6 km nördlich von Meriden, im Stadtgebiet von Berlin; das Nordende befindet sich im Dörfchen Rising Corner, einem Ortsteil von Suffield, 11 km südwestlich von Springfield. Die Wege Metacomet-Monadnock Trail in Massachusetts und Monadnock-Sunapee Greenway in New Hampshire verlängern den Wanderweg nach Norden um weitere 260 km (160 mi) bis ins Zentrum von New Hampshire. Der Mattabesett Trail nimmt seinen Lauf dort auf, wo der Metacomet Trail in Berlin aufhört und führt weiter nach Süden zum Totoket Mountain, dann in nordöstlicher Richtung zum Connecticut River in Middletown.
Dazwischen gibt es noch weitere Vernetzungen mit kürzeren Wegen, vor allem am Talcott Mountain, den Hanging Hills und Ragged Mountain.
Der Wanderweg wird hauptsächlich zum Wandern, Picknicken und im Winter zum Skilaufen genutzt. Einzelne Abschnitte sind auch nutzbar zum Mountainbike-Fahren und Skiwandern. Darüber hinaus gibt es an verschiedenen Stellen Möglichkeiten zum Reiten, Boot fahren, Klettern und Schwimmen.

### Verlauf

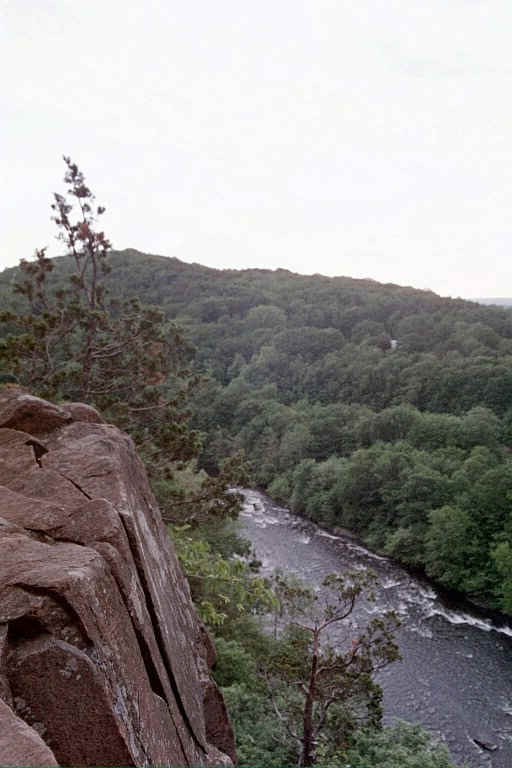
Tariffville Gorge vom Hatchet Hill aus gesehen.

Der Metacomet Trail verläuft auf der basaltenen Metacomet Ridge, die vom Long Island Sound bis an die Grenze von Massachusetts und Vermont verläuft. Dieser Grat, der hunderte Fuß über Connecticut River, Farmington River und Quinnipiac River aufragt, ist ein landschaftsprägendes Element in Zentral-Connecticut. Von Süden nach Norden führt der Wanderweg über die Grate der Hanging Hills, Short Mountain, Ragged Mountain, Bradley Mountain, Pinnacle Rock, Rattlesnake Mountain, Farmington Mountain, Talcott Mountain, Hatchet Hill, Peak Mountain und West Suffield Mountain. Steile Klippen mit Schutthalden und spektakulären Aussichtspunkten sind überall zu finden. Der Farmington River durchschneidet die Gesteinsstufe zwischen Hatchet Hill und Talcott Mountain in der Tariffville Gorge (östlich von Simsbury). Historische Orte entlang des Weges umfassen Old-Newgate-Prison-Museum und die Kupfermine in East Granby; Heublein Tower auf dem Talcott Mountain mit Weitblick in vier States; das Hill-Stead-Museum in Farmington, das berühmt ist für seine Sammlung französischer impressionistischer Gemälde und seine Gärten; Hubbard Park an den Hanging Hills von Meriden, gestaltet nach Plänen des Architekten Frederick Law Olmsted mit dem kleinen Aussichtsturm Castle Craig. Die Basaltgrate und Geröllhalden bieten auch Lebensraum für verschiedene einzigartige Ökosysteme, sowie wichtige Landmarken für die saisonalen Wanderungen verschiedener Greifvögel.

### Gemeinden entlang der Strecke
Der Weg durchquert Gebiete der folgenden Gemeinden: Berlin, Meriden, Southington, New Britain, Plainville, Farmington, West Hartford, Avon, Bloomfield, Simsbury, East Granby und Suffield (Connecticut).

## Landschaft, Geologie und Umwelt

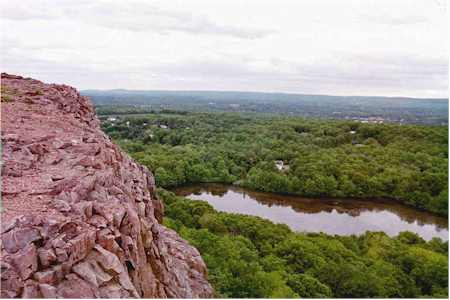
Der Gipfel von Ragged Mountain.

Die Metacomet Ridge wurde vor 200 Millionen Jahren in der späten Trias und dem frühen Jura geformt. Sie besteht aus Trap rock, einem vulkanischen Ergussgestein. Basalt hat eine dunkle Farbe, aber das im Stein enthaltene Eisen verwittert zu einem Rostbraun, wenn es der Witterung ausgesetzt wird. Oft zerfällt der Basalt auch in charakteristische polygonale Säulen. Entlang der Klippen entstehen große Schutthalden.
Die Ridge entstand aus mehreren massiven Lavaergüssen tief unter der Erdoberfläche, als Nordamerika von Europa und Afrika getrennt wurde. Die Ergüsse ereigneten sich über den Zeitraum von ca. 20 Mio. Jahren. Die Erosion, die dazwischen ablief, schüttete dicke Sedimentschichten zwischen den Lavaströmen auf, die später versteinerten.

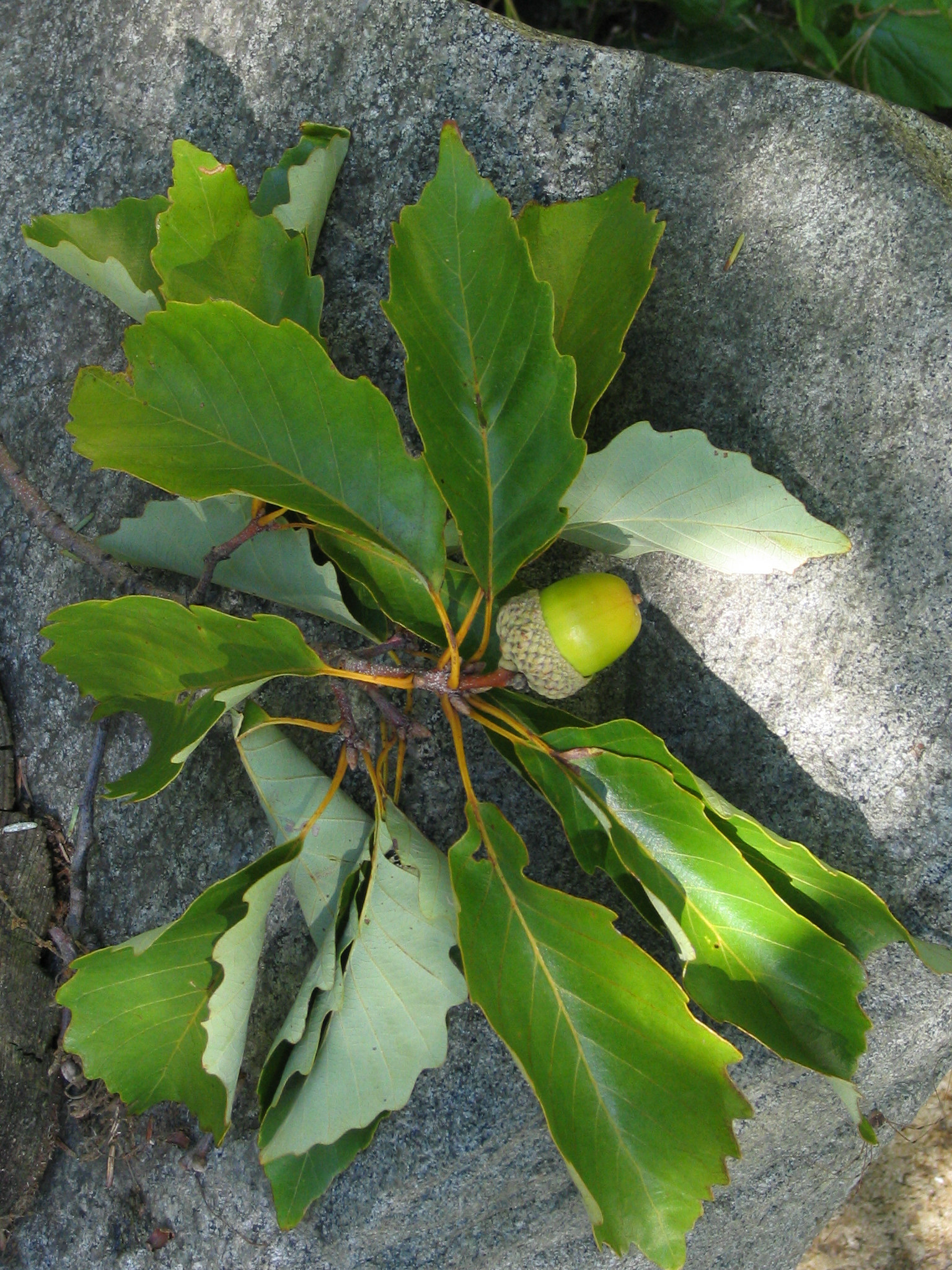
Chestnut Oak

 Die daraus entstandenen Schichtungen („layer cake“) falteten sich auf und neigten sich zur Oberfläche. Erosion setzte wieder ein und wusch die weicheren Gesteinsschichten aus, wodurch die Kanten der Basaltschichten zu Tage traten. Die Sedimente der Metacomet Ridge sind berühmt für ihre Fossilien, vor allem Dinosaurierspuren.
Entlang der Metacomet Ridge finden sich auf engem Raum ganz unterschiedliche Ökotope die sonst in New England selten sind. Trockene, heiße Kliffdächer mit oak savannas, die oft von Kastanien-Eiche und einer Anzahl von Gräsern und Farnen gebildet werden, sind ebenso vertreten, wie offene Felsflächen, in denen sich Eastern red cedar, eine trockenheitsliebende Art, in die Felsspalten krallt. Sogar Opuntien wurden an den Südhängen des Ragged Mountain entdeckt. Die Pflanzengemeinschaften auf den rückwärtigen (Nord-, West)Hängen sind den Pflanzengesellschaften der northern hardwood forests und oak-hickory forests ähnlich. Kanadische Hemlocktannen bevölkern die schmalen Schluchten, wo sie das Sonnenlicht abhalten und feuchte, kühlere Wuchsbedingungen schaffen. Schutthalden sind besonders reich an Nährstoffen und bieten Lebensraum für kalkliebende Pflanzen, die in Massachusetts selten sind. Viele Tümpel, Teiche und Staubecken liegen eingezwängt zwischen Säulenbasaltwänden, woran man erkennt, wie wichtig diese Höhenzüge als Grundwasserleiter und Feuchtgebiete sind. Aus diesen Gründen ist die Metacomet Ridge Heimat für viele Pflanzen und Tiere, die in den Bundesstaaten oder sogar landesweit gefährdet sind. Bereits 1991 wurde die Traprock Wilderness Recovery Strategy erfunden als früher Versuch, die Felsgrate vor Überwucherung zu schützen. Dieses Projekt errang den Green Circle Award des Gouverneurs von Connecticut, wurde jedoch von den Behörden in Southington, Berlin, New Britain und Meriden ignoriert. Seither ist viel von der Ursprünglichkeit der Landschaft verloren gegangen, vor allem im Gebiet von Southington. Die Stadt Southington hat auch das Crescent Lake Compartment erworben und hat Pläne das Gebiet abzuholzen (2014), ohne Rücksicht auf die ökologische Bedeutung.
In den Südlichen Abschnitten des Metacomet Trail, entlang des Westfield und Connecticut Rivers, findet man auch northern riverine forests mit Baumarten wie Weiden, Amerikanische Ulme und sycamore.

## Geschichte und Folklore

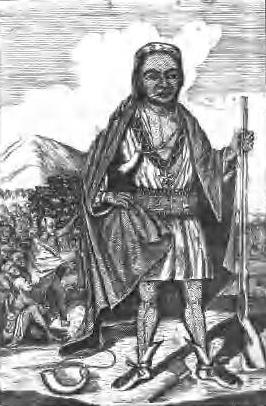
Metacom gezeichnet von Paul Revere

### Ursprung und Name
Im späten 19. Jahrhundert entstand in New England Interesse an Bergen und Wanderwegen zur Erholung. In dieser Zeit wurden der Appalachian Mountain Club, der Green Mountain Club, und die Connecticut Forest and Park Association gegründet. Erste Pionierarbeit leistete der Green Mountain Club 1918 mit der Schaffung von Vermonts Long Trail. Die Connecticut Forest and Park Association schuf 1928 unter der Leitung von Edgar Laing Heermance den 23 Meilen langen (37 km) Quinnipiac Trail entlang der Metacomet Ridge im südlichen Connecticut und erweiterte diesen bald um den Metacomet Trail. Über 700 mi (1.100 km) „blue blaze trails“ wurden in Connecticut bis zum Ende des 20. Jahrhunderts ausgewiesen.
Der Name „Metacomet“ geht zurück auf den gleichnamigen Sachem der Wampanoag aus dem 17. Jahrhundert der sein Volk im King Philip’s War im südlichen Neuengland anführte. Nach der Legende beobachtete Metacomet, der von den englischen Siedlern auch „King Phillip“ genannt wurde, 1676 die Zerstörung von Simsbury von einer Grotte am Talcott Mountain. Die Grotte ist heute als King Phillip’s Cave bekannt. Ein Abzweig führt vom Metacomet Trail dorthin. Es wird auch berichtet, dass Joseph Wadsworth an der Grotte Rast machte, nachdem er die Charter of Connecticut vor dem Gesandten des Königs in Sicherheit gebracht hatte.

### Historische Stätten

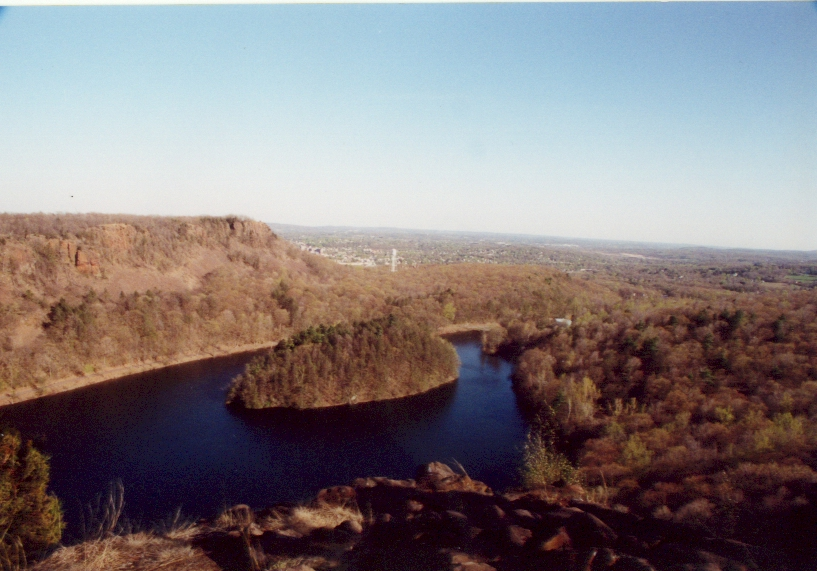
Hubbard Park an den Hanging Hills

Old Newgate Prison, unterhalb von Peak Mountain, war ursprünglich eine Kupfermine, die 1705 eröffnet wurde. Als sich der Kupferabbau nicht mehr rentierte, wandelte die Colony of Connecticut das Gelände um und benannte das neue Gefängnis nach dem Newgate Prison in London. Der erste Häftling, John Hinson, wurde 1773 für Diebstahl eingesperrt. Während des Amerikanischen Unabhängigkeitskrieges wurden Loyalisten während dort interniert. 1790 wurde es ein Staatsgefängnis, das erste in den United States. Nach der Schließung des Gefängnisses wurde 1827 nochmals für einige Zeit der Bergbau wiederbelebt, aber seit den 1860ern ist es vor allem eine Touristenattraktion. 1972 wurde das Old Newgate Prison zum National Historic Landmark erklärt.
Der Hubbard Park an den Hanging Hills wurde von Walter Hubbard eingerichtet, einem lokalen Unternehmer und Präsident der Bradley & Hubbard Manufacturing Company. Der größte Teil des Landes wurde der Stadt Meriden von ihm geschenkt mit der Auflage, dass alle Einrichtungen im Zusammenhang mit dem Park für die Bürger Meridens kostenlos zur Verfügung gestellt werden sollten. Keinerlei kommerzielle Läden wurden erlaubt. Hubbard sicherte sich die Mitarbeit des bedeutenden Landschaftsarchitekten Fredrick Law Olmsted. 1900 war der Park fertig gestellt. Er umfasst ca. 7,3 km² (1800 acre) mit gepflegten Waldflächen, Bächen, romantischenKlippen, Blumengärten und der James Barry bandshell (Orchestermuschel) und Picknickplätze. Castle Craig, ein Aussichtsturm auch dem East Peak und Mirror Lake, der zwischen den hohen Klippen des East Peak und des South Mountain eingezwängt ist, gelten als besonders sehenswert.
Heublein Tower, 50 m (165 ft) hoch und 317 m (1040 ft) über dem Meer wurde 1914 für Gilbert F. Heublein auf dem Gipfel das Talcott Mountain als Sommerfrische erbaut und wurde konstruiert um selbst Winden mit 160 km/h (100 mph) standzuhalten. 1960 wurde der Turm zum Verkauf ausgeschrieben und mit Schieferschindeln gedeckt. 1965 wurde er Teil des Talcott Mountain State Park als sich verschiedene Wohltätigkeitsorganisationen, der State of Connecticut, und die Bundesregierung für seine Erhaltung einsetzten. Heute beherbergt der Turm ein Museum mit zeitgenössischen Exponaten und Möbeln.

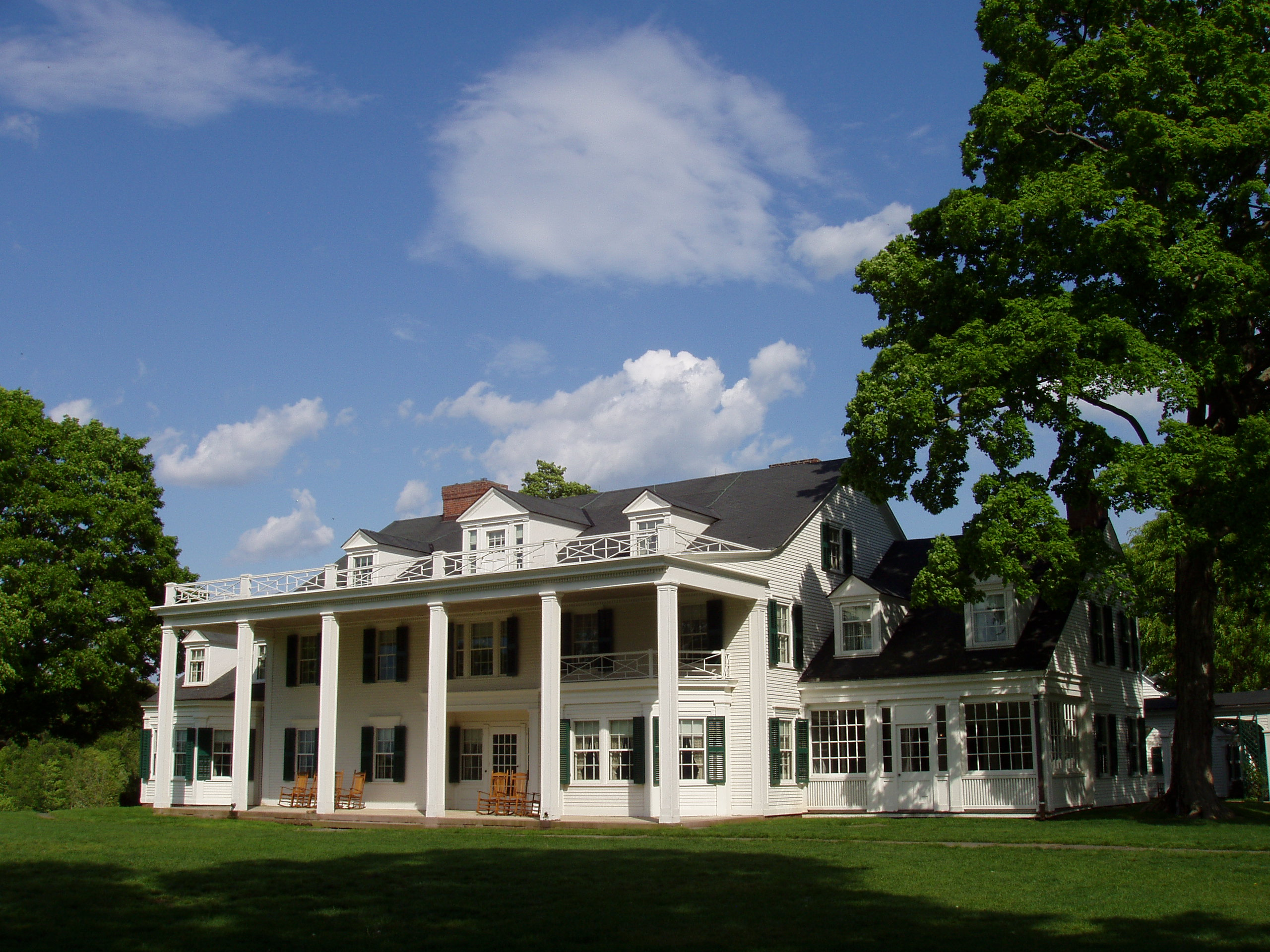
Hill-Stead Museum

Hill-Stead wurde als Landsitz des Industriellen Alfred Atmore Pope auf einer Fläche von 1 km² (250 acre) am Farmington Mountain errichtet. Theodate Pope Riddle die Tochter von Alfred Pope schuf die Dessins 1901. Theodate erbte das Haus nach dem Tod ihrer Eltern. In ihrem eigenen Testament von 1946 verfügte sie, dass das Haus als Museum zu Ehren ihrer Eltern eingerichtet würde. Heute umfasst der Park 0,62 km² (152 acre). Zu den Gebäuden gehören das Pope-Riddle House im colonial-revival style sowie Farmgebäude aus dem 18. Jahrhundert, ein Kutschenschuppen mit einer Kunsthalle und eine Scheune und weitere Farmgebäude. Das Haus ist sehenswert eingerichtet mit Möbeln, Bildern und Kunstwerken. Ausgestellt werden Werke von Édouard Manet, Claude Monet, James McNeill Whistler, Albrecht Dürer sowie Postkarten mit Korrespondenzen von Mary Cassatt, Henry James und James McNeill Whistler.

### Folklore
Will Warren's Den, eine Felsgrotte auf der Westseite von Rattlesnake Mountain ist ein historisches Monument der Gemeinde Farmington. Eine Gedenktafel informiert darüber, dass ein Will Warren, nachdem er ausgepeitscht wurde, weil er sich weigerte die Kirche zu besuchen, versuchte, die Stadt Farmington anzuzünden. Danach wurde er in die Berge verfolgt und nur durch die Hilfe einiger Indianerinnen konnte er sich in der Grotte verstecken. Die Person des Will Warren konnte nie historisch nachgewiesen werden. Die Grotte ist vom Metacomet Trail aus erreichbar.
Die Hanging Hills sollen immer wieder heimgesucht werden vom „Black Dog of the Hanging Hills“; Laut lokalen Legenden gibt es diesen Hund schon seit dem frühen 19. Jahrhundert. Der Schwarze Hund ist ein kleiner schwarzer, oft sehr zutraulicher Hund, der keine Spuren hinterlässt und keine Geräusche macht. Wer ihn das erste Mal sieht, hat Glück; wer ihn das zweite Mal sieht, wird Unglück erleiden; und die dritte Begegnung bringt dem Wanderer den Tod. Mindestens sechs Tode werden der Begegnung mit dem Black Dog zugeschrieben.

## Wandern
Der Weg ist mit blauen Rechtecken markiert. Er wird regelmäßig gepflegt und gilt als leichter Wanderweg mit schwereren Abschnitten. In der Luftlinie ist der Metacomet Trail nie weiter als eine Meile von einer öffentlichen Straße entfernt. Allerdings erschweren an manchen Stellen Klippen und steiles Terrain den Zugang. Entlang des Weges gibt es keine Campingmöglichkeiten und Campieren ist generell verboten. Wegbeschreibungen sind von verschiedenen Organisationen und Verlagen erhältlich und ein kompletter Wanderführer wurde von der Connecticut Forest and Park Association herausgegeben.
Das Klima entlang des Weges entspricht dem typischen Wetter in Connecticut. Auf den wetterausgesetzten Strecken stellen vor allem Blitze eine besondere Gefahr dar.
Blutsaugende Insekten können während der warmen Jahreszeiten zu einer Plage werden. Hirschzecken (deer tick) können Lyme-Borreliose übertragen. Die Northern Copperhead Snake ist sehr selten, kommt aber entlang der Metacomet Ridge in Connecticut vor. Poison ivy ist im Umfeld heimisch und in manchen Gebieten häufig.

## Naturschutz und Erhaltung

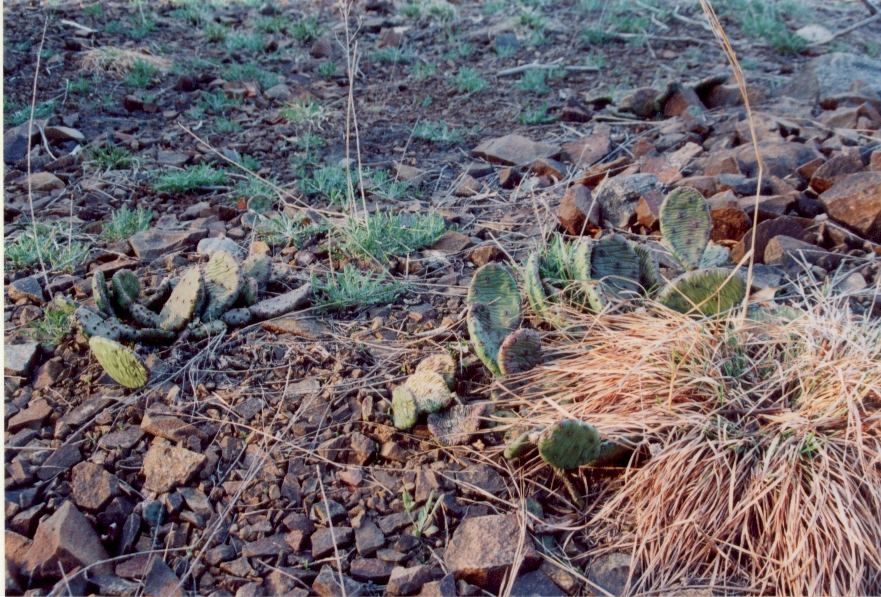
Prickly Pear Cactus, eine bedrohte Pflanzenart entlang der Metacomet Ridge in Connecticut

Der Metacomet Trail verläuft durch öffentliches Land (state parks, town parks, und Wasserschutzgebiete – municipal watershed areas), sowie Land, das von Non-Profit-Organisationen bewirtschaftet wird und Privatland unter Schutzstatus, aber auch nicht geschütztes privates Land, mit der Erlaubnis der Eigentümer. Bedeutende Bedrohungen seiner Freizeitqualität liegen unter anderem in Bergbau und Zersiedlung der Landschaft.
Der Fußpfad wird von freiwilligen Helfern gepflegt, die zum größten Teil von der Connecticut Forest and Park Association organisiert werden. Es gibt viele weitere Förderer: Connecticut Department of Environmental Protection, The Metropolitan District (vor allem am Talcott Mountain), Suffield Land Conservancy, East Granby Land Trust, Farmington Land Trust, Meriden Land Trust, Berlin Land Trust, Simsbury Land Trust, Ragged Mountain Foundation und Avon Land Trust.
2000 wurde der Metacomet Trail in eine Studie des National Park Service aufgenommen, ob er in einen neuen National Scenic Trail aufgenommen werden könnte. 2009 wurde dann der New England National Scenic Trail zusammen mit dem Mattabesett Trail und dem Metacomet-Monadnock Trail eingerichtet.

## Andenken
Die Connecticut Forest and Park Association (CFPA) bietet als Anreiz für Wanderer ein Abzeichen an, welches nach Vollendung der Wanderung bei der CFPA für eine kleine Gebühr erworben werden kann.